# Mauro Nespoli
Mauro Nespoli (Voghera, 22 de noviembre de 1987) es un deportista italiano que compite en tiro con arco, en la modalidad de arco recurvo.
Participó en cuatro Juegos Olímpicos de Verano, entre los años 2008 y 2020, obteniendo en total tres medallas, plata en Pekín 2008, por equipo (junto con Marco Galiazzo e Ilario Di Buò), oro en Londres 2012, por equipo (con Michele Frangilli y Marco Galiazzo), y plata en Tokio 2020 (individual).
Ganó cinco medallas en el Campeonato Mundial de Tiro con Arco al Aire Libre entre los años 2011 y 2023, y una medalla de plata en el Campeonato Mundial de Tiro con Arco en Sala de 2009.
Además, obtuvo siete medallas en el Campeonato Europeo de Tiro con Arco al Aire Libre entre los años 2008 y 2024, y cinco medallas en el Campeonato Europeo de Tiro con Arco en Sala entre los años 2011 y 2024.
En los Juegos Europeos consiguió cinco medallas, oro en Bakú 2015, dos de oro y una de bronce en Minsk 2019 y oro en Cracovia 2023.
En 2008 fue nombrado oficial de la Orden al Mérito de la República Italiana y en 2013 fue promovido a comendador de la Orden al Mérito de la República Italiana. En 2017 recibió el Collar de Oro del Mérito Deportivo del Comité Olímpico Nacional Italiano.

## Palmarés internacional
| Juegos Olímpicos                 | Juegos Olímpicos                | Juegos Olímpicos  | Juegos Olímpicos |
| Año                              | Lugar                           | Medalla           | Prueba           |
| -------------------------------- | ------------------------------- | ----------------- | ---------------- |
| 2008                             | Pekín (China)                   | Medalla de plata  | Equipo           |
| 2012                             | Londres (Reino Unido)           | Medalla de oro    | Equipo           |
| 2020                             | Tokio (Japón)                   | Medalla de plata  | Individual       |
| Campeonato Mundial al Aire Libre |                                 |                   |                  |
| Año                              | Lugar                           | Medalla           | Prueba           |
| 2011                             | Turín (Italia)                  | Medalla de bronce | Equipo           |
| 2015                             | Copenhague (Dinamarca)          | Medalla de plata  | Equipo           |
| 2017                             | Ciudad de México (México)       | Medalla de oro    | Equipo           |
| 2019                             | 's-Hertogenbosch (Países Bajos) | Medalla de bronce | Equipo mixto     |
| 2023                             | Berlín (Alemania)               | Medalla de bronce | Equipo mixto     |
| Campeonato Mundial en Sala       |                                 |                   |                  |
| Año                              | Lugar                           | Medalla           | Prueba           |
| 2009                             | Rzeszów (Polonia)               | Medalla de plata  | Equipo           |
| Juegos Europeos                  |                                 |                   |                  |
| Año                              | Lugar                           | Medalla           | Prueba           |
| 2015                             | Bakú (Azerbaiyán)               | Medalla de oro    | Equipo mixto     |
| 2019                             | Minsk (Bielorrusia)             | Medalla de oro    | Individual       |
| 2019                             | Minsk (Bielorrusia)             | Medalla de oro    | Equipo mixto     |
| 2019                             | Minsk (Bielorrusia)             | Medalla de bronce | Equipo           |
| 2023                             | Cracovia (Polonia)              | Medalla de oro    | Equipo           |
| Campeonato Europeo al Aire Libre |                                 |                   |                  |
| Año                              | Lugar                           | Medalla           | Prueba           |
| 2008                             | Vittel (Francia)                | Medalla de oro    | Equipo           |
| 2012                             | Ámsterdam (Países Bajos)        | Medalla de oro    | Equipo mixto     |
| 2012                             | Ámsterdam (Países Bajos)        | Medalla de plata  | Equipo           |
| 2018                             | Legnica (Polonia)               | Medalla de oro    | Equipo mixto     |
| 2018                             | Legnica (Polonia)               | Medalla de plata  | Equipo           |
| 2022                             | Múnich (Alemania)               | Medalla de oro    | Equipo           |
| 2024                             | Essen (Alemania)                | Medalla de plata  | Equipo           |
| Campeonato Europeo en Sala       |                                 |                   |                  |
| Año                              | Lugar                           | Medalla           | Prueba           |
| 2011                             | Cambrils (España)               | Medalla de oro    | Individual       |
| 2011                             | Cambrils (España)               | Medalla de bronce | Equipo           |
| 2022                             | Laško (Eslovenia)               | Medalla de bronce | Equipo           |
| 2024                             | Varaždin (Croacia)              | Medalla de oro    | Individual       |
| 2024                             | Varaždin (Croacia)              | Medalla de plata  | Equipo           |